# Hyperbolische Spirale

Hyperbolische Spirale: Ast für

Hyperbolische Spirale: beide Äste

Eine hyperbolische Spirale ist eine ebene Kurve, die sich in Polardarstellung durch die Gleichung
{\displaystyle r={\frac {a}{\varphi }}}
einer Hyperbel beschreiben lässt. Da sie sich auch als Inversion (Kreisspiegelung) einer archimedischen Spirale auffassen lässt, heißt die Kurve auch reziproke Spirale.
1704 studierte Pierre Varignon diese Kurve. Auch Johann Bernoulli und Roger Cotes beschäftigten sich später damit.

## Beschreibung in kartesischen Koordinaten
Die hyperbolische Spirale mit der Polargleichung
{\displaystyle r={\frac {a}{\varphi }}\ ,\quad \varphi \neq 0}
lässt sich in kartesischen Koordinaten {\displaystyle (x=r\cos \varphi ,\;y=r\sin \varphi )} durch die Parameterdarstellung
- {\displaystyle x=a{\frac {\cos \varphi }{\varphi }},\qquad y=a{\frac {\sin \varphi }{\varphi }},\quad \varphi \neq 0}

beschreiben.
Die Hyperbel in der {\displaystyle r}-{\displaystyle \varphi }-Ebene besitzt die Koordinatenachsen als Asymptoten. Die hyperbolische Spirale (in der {\displaystyle x}-{\displaystyle y}-Ebene) nähert sich für {\displaystyle \varphi \to \pm \infty } dem Nullpunkt an. Für {\displaystyle \varphi \to \pm 0} ergibt sich eine Asymptote (s. nächsten Abschnitt).
Aus der Parameterdarstellung und {\displaystyle \ \varphi ={\frac {a}{r}},\ r={\sqrt {x^{2}+y^{2}}}\ }
ergibt sich eine Darstellung mit einer Gleichung:
- {\displaystyle {\frac {y}{x}}=\tan {\big (}{\frac {a}{\sqrt {x^{2}+y^{2}}}}{\big )}\ .}

## Eigenschaften

### Asymptote
Wegen
{\displaystyle \lim _{\varphi \to 0}x=a\lim _{\varphi \to 0}{\frac {\cos \varphi }{\varphi }}=\infty ,\qquad \lim _{\varphi \to 0}y=a\lim _{\varphi \to 0}{\frac {\sin \varphi }{\varphi }}=a\cdot 1=a}
hat die Kurve eine
- Asymptote mit der Gleichung {\displaystyle \ y=a.}

### Krümmung
Mit der Formel
{\displaystyle \kappa ={\frac {r^{2}+2(r')^{2}-r\;r''}{(r^{2}+(r')^{2})^{3/2}}}}
für die Krümmung einer Kurve in Polardarstellung {\displaystyle \;r=r(\varphi )\;} und den Ableitungen {\displaystyle \;r'={\tfrac {-a}{\varphi ^{2}}}\;} und {\displaystyle \;r''={\tfrac {2a}{\varphi ^{3}}}\;} der hyperbolischen Spirale ergibt sich für die Krümmung
- {\displaystyle \kappa (\varphi )={\frac {\varphi ^{4}}{a(\varphi ^{2}+1)^{3/2}}}.}

### Inversion einer archimedischen Spirale

Hyperbolische Spirale (blau) als Bild einer archimedischen Spirale (grün) bei der Spiegelung am Einheitskreis (rot)

Die Spiegelung am Einheitskreis (Inversion) lässt sich in Polarkoordinaten durch {\displaystyle \ (r,\varphi )\to ({\tfrac {1}{r}},\varphi )\ } beschreiben.
- Das Bild der archimedischen Spirale mit {\displaystyle \;r={\tfrac {\varphi }{a}}\;} ist bei der Spiegelung am Einheitskreis die hyperbolische Spirale mit der Gleichung {\displaystyle \;r={\tfrac {a}{\varphi }}\;.}

Für {\displaystyle \varphi =a} schneiden sich beide Kurven in einem Fixpunkt auf dem Einheitskreis.
Der Krümmungskreis der archimedischen Spirale {\displaystyle \;r={\tfrac {\varphi }{a}}\;} im Nullpunkt hat den Radius {\displaystyle \rho _{0}={\tfrac {1}{2a}}} (siehe Krümmung der archimedischen Spirale) und den Mittelpunkt {\displaystyle (0,\rho _{0})}. Dieser Kreis geht bei der Kreisspiegelung in die Gerade {\displaystyle y=a} über (siehe Inversion). Also gilt:
- Das Urbild der Asymptote der hyperbolischen Spirale bei der Kreisspiegelung der archimedischen Spirale ist der Krümmungskreis der archimedischen Spirale im Nullpunkt.

Beispiel
Das Bild zeigt ein Beispiel mit {\displaystyle a=\pi }. Der Kurvenbogen der archimedischen Spirale (grün), der im Einheitskreis (rot) liegt, wird auf den Teil der hyperbolischen Spirale (blau) abgebildet, der außerhalb des Kreises liegt.

### Bogenlänge
Die Länge des Bogens einer hyperbolischen Spirale zwischen zwei Punkten {\displaystyle \;(r(\varphi _{1}),\varphi _{1}),(r(\varphi _{2}),\varphi _{2})\;} lässt sich mit der Formel für Kurven in Polardarstellung berechnen:

Hyperbolische Spirale: Sektor

{\displaystyle L=\int \limits _{\varphi _{1}}^{\varphi _{2}}{\sqrt {\left(r^{\prime }(\varphi )\right)^{2}+r^{2}(\varphi )}}\,\mathrm {d} \varphi =\cdots =a\int \limits _{\varphi _{1}}^{\varphi _{2}}{\frac {\sqrt {1+\varphi ^{2}}}{\varphi ^{2}}}\,\mathrm {d} \varphi }
{\displaystyle \qquad =a{\Big [}-{\frac {\sqrt {1+\varphi ^{2}}}{\varphi }}+\ln(\varphi +{\sqrt {1+\varphi ^{2}}}){\Big ]}_{\varphi _{1}}^{\varphi _{2}}\ .}

### Sektorfläche
Den Flächeninhalt eines Sektors der hyperbolischen Spirale berechnet man in Polarkoordinaten:
{\displaystyle A={\tfrac {1}{2}}\int _{\varphi _{1}}^{\varphi _{2}}r(\varphi )^{2}\;d\varphi ={\tfrac {1}{2}}\int _{\varphi _{1}}^{\varphi _{2}}{\frac {a^{2}}{\varphi ^{2}}}\;d\varphi ={\frac {a}{2}}{\big (}{\frac {a}{\varphi _{1}}}-{\frac {a}{\varphi _{2}}}{\big )}}
{\displaystyle \quad ={\frac {a}{2}}{\big (}r(\varphi _{1})-r(\varphi _{2}){\big )}\ .}

### Zentralprojektion einer Schraublinie
Die Zentralprojektion einer Schraublinie ist eine hyperbolische Spirale, falls Hauptpunkt und Augpunkt auf der Schraubachse liegen, siehe Schraublinie (Darstellende Geometrie).